# Katana
La katana (刀?) o catana è una spada giapponese corrispondente a una scimitarra o sciabola ma con impugnatura a due mani.
I giapponesi usano questa parola per indicare genericamente una spada a filo unico, infatti il termine più corretto è uchigatana (打刀?), il quale si riferisce nello specifico a un'arma bianca a lama curva e a taglio singolo, di lunghezza superiore a 2 shaku (più di 60,6 centimetri), usata dai samurai.
Nonostante permettesse di stoccare efficacemente, la katana veniva usata principalmente per colpire con fendenti, impugnata principalmente a due mani, ma Musashi Miyamoto, in Il libro dei cinque anelli, raccomandava la tecnica a due spade, che presupponeva l'impugnatura singola. Essa veniva portata alla cintura (obi) con il filo rivolto verso l'alto, in modo che potesse essere sguainata velocemente e che in nessun modo il filo della lama potesse danneggiarsi contro l'interno del fodero. Era portata di solito dai membri della classe guerriera, insieme alla wakizashi, una seconda sciabola più corta (fra uno e due shaku). La combinazione delle due era chiamata daishō e rappresentava il potere (o classe sociale) e l'onore dei samurai, guerrieri che obbedivano al loro daimyō (feudatario). La combinazione daishō era costituita fino al '600 da tachi e tantō; solo in seguito da katana e wakizashi.

## Storia

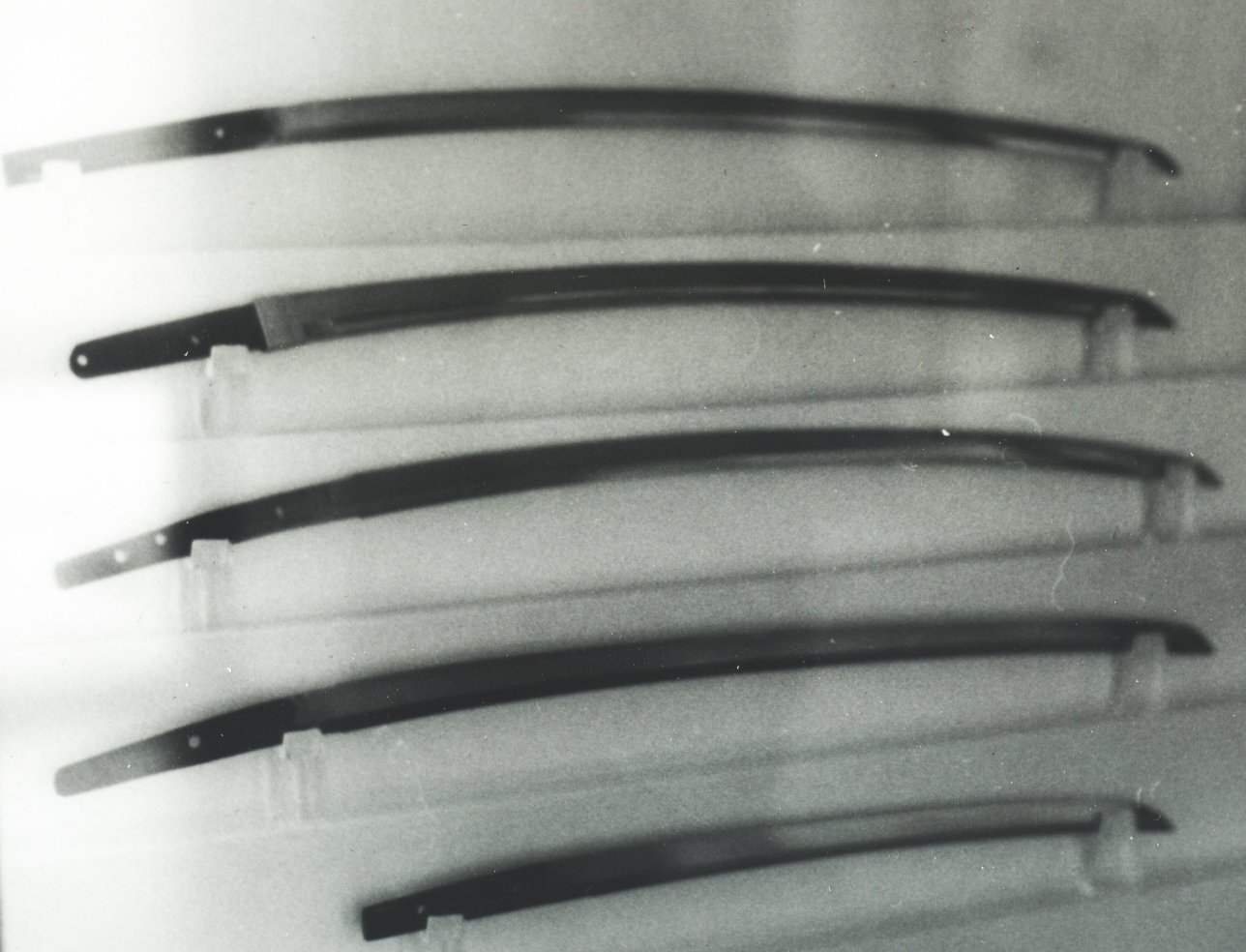
Quattro lame Daito (per katana) e una Sho-to (per wakizashi)

La produzione di spade in ferro iniziò in Giappone alla fine del IV secolo.
I giapponesi appresero dai cinesi la tecnica della tempra differenziale. In seguito, nel periodo Heian (782-1180), le spade giapponesi assunsero la classica forma ricurva, più lunghe della katana (tachi); erano usate spesso a cavallo e indossate con il filo della lama rivolto verso il basso.
Nel periodo Kamakura (1181-1330) la tecnologia produttiva raggiunse livelli senza precedenti e comparvero le celebri "cinque scuole" di maestri spadai, corrispondenti a zone di estrazione mineraria:
- Scuola Yamashiro (Kyoto): lame slanciate ed eleganti;
- Scuola Yamato (Nara): lame simili alle Yamashiro, ma più spesse lungo la costola; il grande Masamune, il più famoso fabbricante di spade di tutti i tempi, apparteneva a questa scuola:
- Scuola Bizen (Okayama), dove fu prodotto il 70% delle spade del Giappone antico; sono riconoscibili da una serie di dettagli, tra cui la caratteristica curvatura (sori), detta anche Bizen sori;
- Scuola Soshu (Sagami): spade larghe, lunghe e pesanti.
- Scuola Mino (Seki): simile alla precedente, fu la prima ad associare l'utilizzo dell'arma alla Operazione Harakiri.[5]

La katana, come noi la conosciamo, iniziò ad apparire intorno alla metà del periodo Muromachi (1392-1573), in particolare con la massificazione del combattimento nel Sengoku Jidai; era essenzialmente una rivisitazione delle sciabole da cavalleria usate nei secoli precedenti, adattate a un utilizzo da fanteria. Sono più corte e con una curvatura meno pronunciata; non erano più montate in configurazione tachi, bensì in uchikatana (con il filo della lama verso l'alto). Molte lame antiche furono accorciate (o-suriage) e trasformate in katana.
Il periodo Momoyama (1573-1599) è un'epoca di transizione, alla fine della quale il Giappone fu unificato sotto il potere della dinastia dei Tokugawa, che pose fine alle guerre. Con la fine delle guerre finisce il periodo della spada antica (koto) e inizia il periodo della spada nuova (shinto). La funzione della katana cambia: diviene più uno status symbol o un'arma da duello, che uno strumento da guerra vero e proprio. In questo periodo si ha la scomparsa delle cinque scuole e una fioritura di varianti stilistiche: le katane erano prodotte a partire da acciaio proveniente dai siti da cui era estratto ormai con metodi semi-industriali e si nota una particolare attenzione al fornimento e alle decorazioni, più che alle qualità belliche dell'arma in sé.
Dal 1804 si assiste a un tentativo di ritornare alle tradizioni antiche. Alcuni spadai si sforzarono di riscoprire i segreti delle cinque scuole del tempo antico e crearono nuovamente lame di grande qualità, ma non pari ai capolavori del passato. Questo periodo è detto Shinshinto ("nuovo periodo della nuova spada", 1804-1876).
Nel 1876 l'editto imperiale detto haitorei, che vietava di portare le spade in pubblico, determinò la fine della classe sociale dei samurai e della produzione delle spade. Ora le uniche spade prodotte erano le gendaito (spade moderne) che, sul modello occidentale, armavano gli ufficiali dell'esercito. Spade di non grande valore, erano prodotte spesso con metodi semi-industriali non paragonabili alle katana dei periodi precedenti.
Dopo la seconda guerra mondiale la produzione di katana tradizionali giapponesi è stata regolamentata e i moderni artigiani si sforzano nuovamente di produrre lame di grande qualità, riscoprendo le antiche tradizioni. Essi creano così le shinsakuto (spade contemporanee), molto costose, che hanno mercato tra gli estimatori e i collezionisti. A questo tipo di mercato si affianca quello, a indirizzo sportivo, delle moderne repliche di katana da pratica, spesso realizzate tramite metodi semi-artigianali che si avvalgono di macchine a controllo elettronico per la produzione a basso costo. Sebbene negli ultimi tempi la loro qualità sia nettamente migliorata, si rimane ancora ben lontani dalla qualità degli esemplari storici, sia per il tipo di acciaio, che per la geometria della lama (spesso spade eccessivamente pesanti e sbilanciate in avanti).
Negli ultimi anni la tecnologia dell'acciaio ha raggiunto livelli tali da consentire in linea teorica di costruire katane migliori di quelle dei grandi forgiatori del passato. I nuovi acciai e le nuove metodologie di tempra (acciaio amorfo, tempra bainitica/martensitica, ecc.) consentono, sempre in linea teorica, di costruire lame che combinino una durezza e una resilienza mai raggiunte prima. Questi tentativi vengono visti da alcuni con entusiasmo e da altri come una deprecabile violazione delle tradizioni. Al momento anche i migliori tentativi non eguagliano i capolavori del passato, accurata sintesi di geometria, trattamento termico e molti, molti altri fattori.
In tempi recenti vi è stata una proliferazione di modelli esclusivamente espositivi. Il termine katana, in questo caso, è inappropriato: non sono vere e proprie spade, ma repliche in acciaio inossidabile, inadatte all'utilizzo marziale. Questi oggetti sono tuttavia a buon mercato ed esteticamente gradevoli per occhi inesperti.
Nel complesso il periodo d'oro della spada giapponese è sicuramente il periodo antico (Koto), in cui vennero create lame a tutt'oggi insuperate e tra le più ricercate.
Da quando l'arte dell'uso della spada nei suoi scopi originari è diventata obsoleta, il kenjutsu fu sostituito dal gendai budo, insieme di moderni stili di combattimento per altrettanto moderni combattenti. L'arte di estrarre la katana si chiama iaidō, o battojutsu o iaijutsu, mentre il kendō è una scherma praticata con la shinai, una spada di bambù, in cui i praticanti sono protetti dal tipico elmetto e dall'armatura tradizionale..

## Morfologia

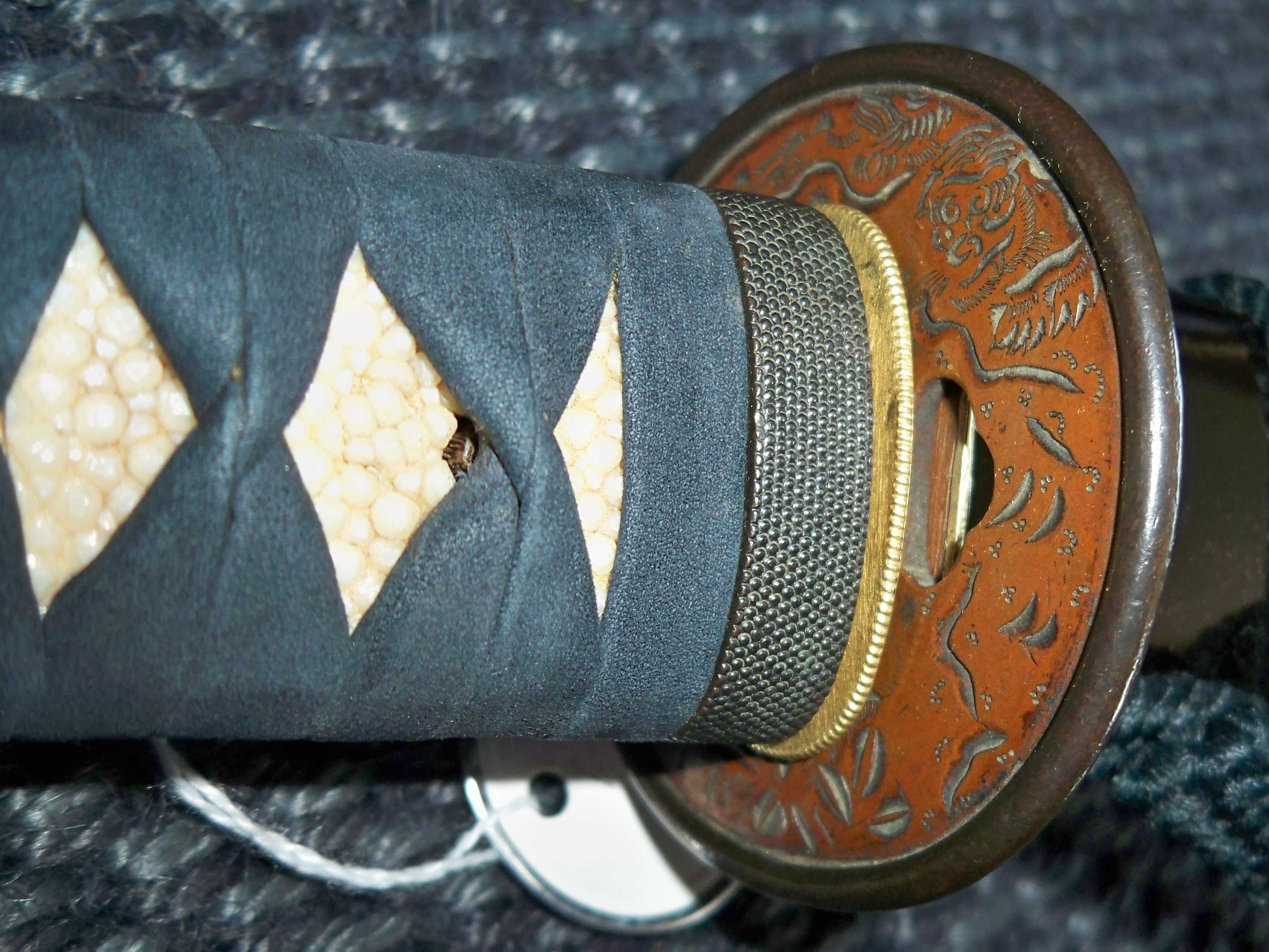
Tsuka, fuchi e tsuba di una katana.

L'insieme delle "finiture" della katana è definito koshirae. Mentre quando ne è priva essa è chiamata shirasaya.

### La montatura
La montatura (bukezukuri) della katana si compone di:
- la guardia (tsuba), solitamente metallica, posta tra l'impugnatura e la lama per proteggere le mani;
- il collare (habaki), solitamente metallico, situato tra l'elsa e la lama;
- il collare (fuchi), solitamente metallico, situato tra l'impugnatura e l'elsa;
- due spaziatori in metallo (seppa) che permettono un'ideale adesione dell'elsa all'impugnatura e ai collari, favorendo una graduale distribuzione della vibrazione degli urti.
- l'impugnatura (tsuka) in legno è ricoperta di pelle di razza (same), rivestita con una fettuccia (tsukaito) di seta, cotone o pelle intrecciata, atta a migliorare la presa e ad assorbire il sudore. Il modo in cui l'impugnatura è avvolta dallo tsukaito è definito tsukamaki;
- i menuki, due piccole decorazioni in metallo inserite tra gli intrecci dello tsukaito, una da un lato e una dall'altro dello tsuka, che contribuiscono anche a facilitare la presa;
- il fondello (tsukagashira), generalmente in metallo, situato all'estremità dell'impugnatura;
- almeno un "mekugi": un piccolo piolo in legno conico per fissare la lama all'impugnatura, grazie a un foro ("mekugi ana") praticato appositamente nel codolo della lama;
- il fodero (saya) tradizionalmente realizzato in legno di magnolia;
- koiguchi e kojiri venivano applicati rispettivamente all'imboccatura del fodero e all'estremità opposta;
- il sageo (下緒?) una fettuccia di cotone che può essere di svariati colori, utilizzata per fissare il fodero alla cintura. Era in passato cordino multi uso o per finalità estetiche ed era annodato in diversi modi intorno al saya, secondo la moda del periodo;
- il kurikata è un anello, solitamente in corno, applicato al fodero a circa un palmo dal koiguchi che serve come passante per il sageo.

### La lama
Il sugata è la forma che assume complessivamente la lama, composta da:
- il codolo (nakago): la parte coperta dall'impugnatura;
- il corpo (tōshin o mi): la parte visibile della lama, del quale nagasa è la lunghezza e sori la curvatura;
- il monouchi: la parte del corpo usata per tagliare;
- il kissaki: la punta della lama;

Dal dorso al tagliente, la lama si divide in:
- mune (胸?): dorso della lama; può essere distinto in vari tipi: hikushi (basso), takashi (alto), mitsu (a tre lati), hira o kaku (piatto), maru (arrotondato);
- shinogi-ji (鎬?): il primo dei due piani che formano la guancia della lama; su di esso si possono trovare profonde incisioni longitudinali, solitamente sul primo terzo della lama, rappresentanti disegni horimono (彫物?) o caratteri sanscriti bonji (梵字?); qui può essere presente anche, da entrambi i lati, un solco (hi), per alleggerire e bilanciare la lama;
- shinogi (鎬?): la linea (costolatura) di divisione tra i piani; nella forma di lama denominata shinogi-zukuri, dopo il cambio di piano del kissaki determinato dalla linea di yokote, lo shinogi prende il nome di ko-shinogi;
- ji: il secondo dei due piani che formano la guancia della lama;
- hamon (刃文?): la linea di tempra che caratterizza la katana, ottenuta tramite tempra differenziata;
- ha: la parte temprata e affilata;

### La tempra
Il particolare tipo di tempra "differenziata" tra dorso e filo produce una linea di colore leggermente diverso sul tagliente, detta hamon (刃文?). La forma dello hamon costituisce un segno identificativo, per un occhio esperto, dell'epoca della lama e dell'autore tōshō (刀匠?).
Riportiamo alcuni tipi di hamon accompagnati dal significato letterale e dal periodo storico a cui si possono riferire:
- ko-midare (小乱れ?): "dritta frastagliata piccola" - periodo Heian (987-1183);
- sugu-ha (直ぐ刃?): "dritta" - periodo Kamakura (1184-1231);
- notare-ha: "finemente ondulata" - era delle Dinastie Nordiche e Meridionali (1334-1393);
- hitatsura (皆焼?): "tutta fiammeggiante" - era delle Dinastie Nordiche e Meridionali (1334-1393);
- midare-ha (乱れ刃?): "irregolare" - periodo Muromachi (dopo il 1467);
- gunome-ha: "ondulata largheggiante come le nuvole" - periodo Koto (circa 1550);
- kiku-sui-ha (菊水葉?): "a fiori di crisantemo che galleggiano sull'acqua", che i francesi chiamano extremement alambiquè, in quanto simile ai vapori che si producono nell'alambicco - primo periodo Edo (1600);
- sambon-sugi-ha: "gruppi di tre abeti", ove il centrale è più alto degli altri due - periodo Edo (1688-1704);
- toran-ha: "ondulato come le onde dell'oceano" - periodo finale Edo (1822);

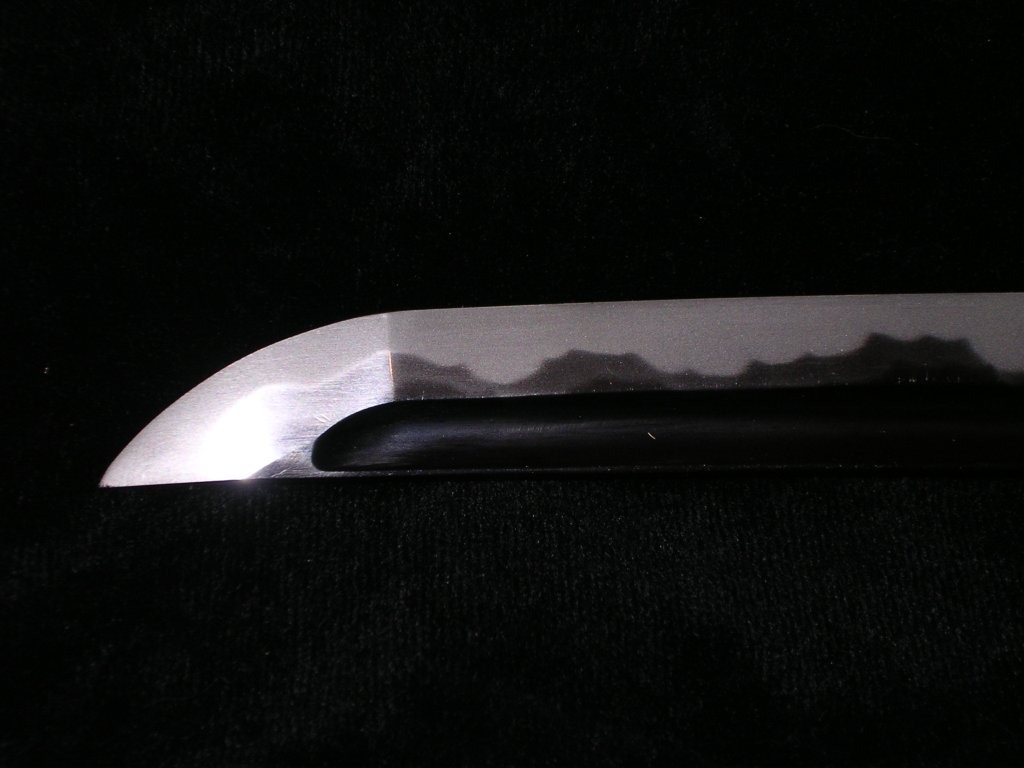
Kissaki

La parte di hamon, visibile sulla punta della lama (kissaki), si chiama bōshi (母子, "pollice"). Riportiamo alcuni tipi di bōshi, accompagnati dal significato letterale e dal periodo storico:
- kaen bōshi (火炎?): "a forma di fiamma" - era Hogen (1156-1159);
- jizo bōshi: "a forma di testa di prete" - era Hogen (1156-1159);
- kaeri tsuyoshi bōshi: "solo sul dorso della punta, rivoltato" - primo periodo Kamakura (1170-1180);
- ichimai bōshi: "area della punta interamente temprata" - periodo Kamakura (1170-1180);
- yaki zumete bōshi: "attorno al filo della punta", che termina sul dorso senza kaeri, periodo Meiji (1868-1912);
- mru bōshi: "a forma di gruppo di persone";
- midare bōshi: "area temprata irregolarmente", era Hogen (1156-1159).

## Procedimento costruttivo
La katana era forgiata alternando strati di ferro acciaioso con percentuali di carbonio. L'alternanza di strati le conferiva la massima resistenza e flessibilità. Si partiva da un blocchetto di acciaio (tamahagane) riscaldato e lavorato mediante piegatura e martellatura. A ogni piegatura il numero degli strati si raddoppiava: con la prima piegatura da due strati se ne ottenevano quattro, con la seconda otto e così via. Alla fine della lavorazione, dopo quindici ripiegature, si arrivava a 32768 strati. Ulteriori ripiegature erano considerate inutili perché non miglioravano le caratteristiche finali.
Si definiva poi la forma generale della lama: lunghezza, curvatura, forma della punta (kissaki). Il filo era indurito mediante riscaldamento e successivo raffreddamento in acqua (tempra). La lama era poi sottoposta a un lungo procedimento di pulitura eseguito con pietre abrasive di grana sempre più fine. L'ultima finitura era eseguita manualmente con particolari barrette di acciaio. Il procedimento era effettuato per esaltare il più possibile le caratteristiche estetiche della lama.
Il procedimento costruttivo tradizionale è ancor oggi tramandato di generazione in generazione, dal mastro forgiatore all'allievo forgiatore. La tecnica di forgiatura prevede generalmente:
- preparazione dei materiali per la fusione: grande quantità di carbone, pezzi di ferro sminuzzato e minerale di ferro fusi in una fornace (tatara), all'aperto o nella fucina; il pezzo d'acciaio di fusione viene quindi raccolto in una ciotola apposita e trasformato in un blocco approssimativamente cubico;
- pulizia delle crepe e delle irregolarità: il blocco cubico grezzo è sottoposto a pulizia, poi forgiato e trasformato in un parallelepipedo grezzo e irregolare, quindi ulteriormente forgiato e sezionato a metà. Questo processo è ripetuto da quattro a otto volte, prima che il pezzo d'acciaio sia pulito e utilizzabile;
- forgiatura: il parallelepipedo d'acciaio è sottoposto a forgiatura, portandolo al calor rosso e battendolo, piegandolo e ribattendolo fino a quindici volte, fino a ottenere la tipica stratificazione dell'acciaio. Questa tecnica ricorda un procedimento medievale con cui si produceva un tipo di acciaio chiamato damasco (i primi ad avere spade con acciaio stratificato furono gli arabi Omayyadi, che avevano però appreso tecniche d'origine indiana). Questa stratificazione è necessaria per rendere la lama flessibile e molto dura, così dura da non intaccarsi nemmeno con fendenti su corazza o su altra spada. L'estrema durezza permette inoltre di ottenere un filo molto fine e tagliente senza renderlo troppo fragile;
- forgiatura finale: più comunemente per ottenere la forma finale della spada, si uniscono due tipi d'acciaio, uno dolce e uno duro, formando un'anima interna (acciaio dolce), un filo e un dorso esterni (acciaio duro). In realtà esistono vari tipi di procedimenti e molto dipende dall'abilità dell'artigiano;
- tempra: dopo che la lama è cosparsa di particolari tipi di argille con peculiari proprietà di refrattarietà al calore, la lama è portata al calor rosso, poi immersa in acqua a circa 37° Celsius. Questa tempratura differenziata permette di ottenere un corpo più flessibile e un filo più duro;
- rifinitura della lama: fase finale detta togi di competenza di un artigiano specializzato, chiamato togishi, addetto esclusivamente a questa operazione, che conferisce grande bellezza ed eleganza alla lama e ne definisce l'affilatura. Le riproduzioni di scarsa qualità non sono trattate con metodi tradizionali ma lucidate in vari modi, spesso con mole o carte abrasive.

Il codolo (nakago), la parte di lama all'interno dell'impugnatura, era rifinito con colpi di lima disposti in varie forme a seconda delle scuole e delle epoche, e vi si praticava il mekugi ana, un piccolo foro nel quale si fissava un piolo di bambù, chiamato caviglia (mekugi) che fissa il corpo della spada all'impugnatura in legno.
Ora la lama è finita e si provvede a dotarla di tutte le finiture del koshirae.
I primi forgiatori di spada giapponesi erano monaci buddhisti Tendai o monaci di montagna guerrieri chiamati yamabushi. Alchimisti, poeti, letterati, invincibili combattenti e forgiatori di lame, avevano conoscenze vastissime, e per loro la costruzione di una lama costituiva una vera e propria pratica ascetica.

## Cura e conservazione della katana
La cura e la conservazione della katana segue le stesse regole generali che si applicano nel rituale del tè o nella calligrafia (shodō) o nel bonsai o nell'arte di disporre i fiori (ikebana).
Dopo avere smontato la lama dal koshirae la si cosparge con una polvere (uchiko) ricavata dall'ultima pietra utilizzata per la pulitura (uchigomori) tramite un tamponcino. Successivamente, usando carta di riso piegata tra pollice e indice, la si rimuove con un movimento dal nakago (codolo) al kissaki (punta della lama) pinzando la lama con il mune (dorso) verso la mano. Poi, con un altro panno leggero (o carta di riso), imbevuto parzialmente di olio di garofano raffinato (choji abura), si passa di nuovo tutta la lama con lo stesso movimento utilizzato per rimuovere l'uchiko. La prima operazione rimuove tracce di ossidazione e grasso lasciato dalle dita durante il rinfodero, la seconda operazione invece serve per evitare le ossidazioni successive.

## Variante ōkatana
Una ōkatana (太刀?) è una versione della katana leggermente più lunga di una regolare katana (ō significa "grande" o "lunga" in giapponese). Non va confusa con il nodachi, significativamente più lunga di una katana. La ōkatana era solitamente una katana costruita per una persona di grande statura. Queste lame erano comuni durante il periodo Koto (900-1530) ma meno nel periodo Shinto (1531-1867). Lame di questo tipo erano e sono difficili da forgiare dalla base alla punta, a causa della grande lunghezza. Spesso i tachi fabbricati durante il periodo Koto avevano questa lunghezza.